# Trì (họ)
Trì là một họ của người châu Á. Họ này có mặt ở Việt Nam, Triều Tiên (Hangul: 지, Romaja quốc ngữ: Ji), Trung Quốc (chữ Hán: 池, Bính âm: Chí) và Nhật Bản (Hiragana: いけ, Romaji: Ike). Trong danh sách Bách gia tính họ này đứng thứ 281.
Dòng họ Trì ở Việt Nam hiện chủ yếu tập trung ở xã ven biển Trà Cú, Trà Vinh, Cái Mơn, tp Hồ Chí Minh và rải rác khu vực khác nhưng rất hiếm, khi cộng đồng người Hoa di cư xuống khai phá ven biển ĐBSCL trước đây, Trong đó, tộc họ Trì là 1 trong số đó. Họ lập ấp, chủ yếu làm nông nghiệp để sinh sống cùng với người Khmer bản địa cùng với người Kinh cho đến tận bây giờ.
Sau khi hòa bình, thống nhất đất nước và chính sách Đại Đoàn Kết của Nhà nước Việt Nam. Các cộng đồng họ Trì cùng với người Khmer bản địa, người Kinh chung sống hòa thuận với nhau, cùng nhau làm ăn để phát triển quê hương.

## Người Trung Quốc họ Trì
- Trì Lợi, nữ tác gia người Trung Quốc
- Trì Trọng Thụy, diễn viên Trung Quốc vai Đường Tăng phim truyền hình Tây Du Ký

## Người Triều Tiên họ Trì
- Ji Chang Wook (Hán Việt: Trì Xương Húc), nam diễn viên Hàn Quốc
- Ji Dong Won (Hán Việt: Trì Đông Nguyên), cầu thủ bóng đá Hàn Quốc
- Ji Soo Yeon (Hán Việt: Trì Tú Quyên), nữ ca sĩ nhóm nhạc Weki Meki
- Ji Chang Min (Nghệ danh: Q ; Hán Việt: Trì Xương Dân), thành viên nhóm nhạc The Boyz